# Дидо, Франсуа Амбруаз
Франсуа́ Амбруа́з Дидо́ (фр. François-Ambroise Didot; 1730—1804) — французский типограф и шрифтовик.

## Биография

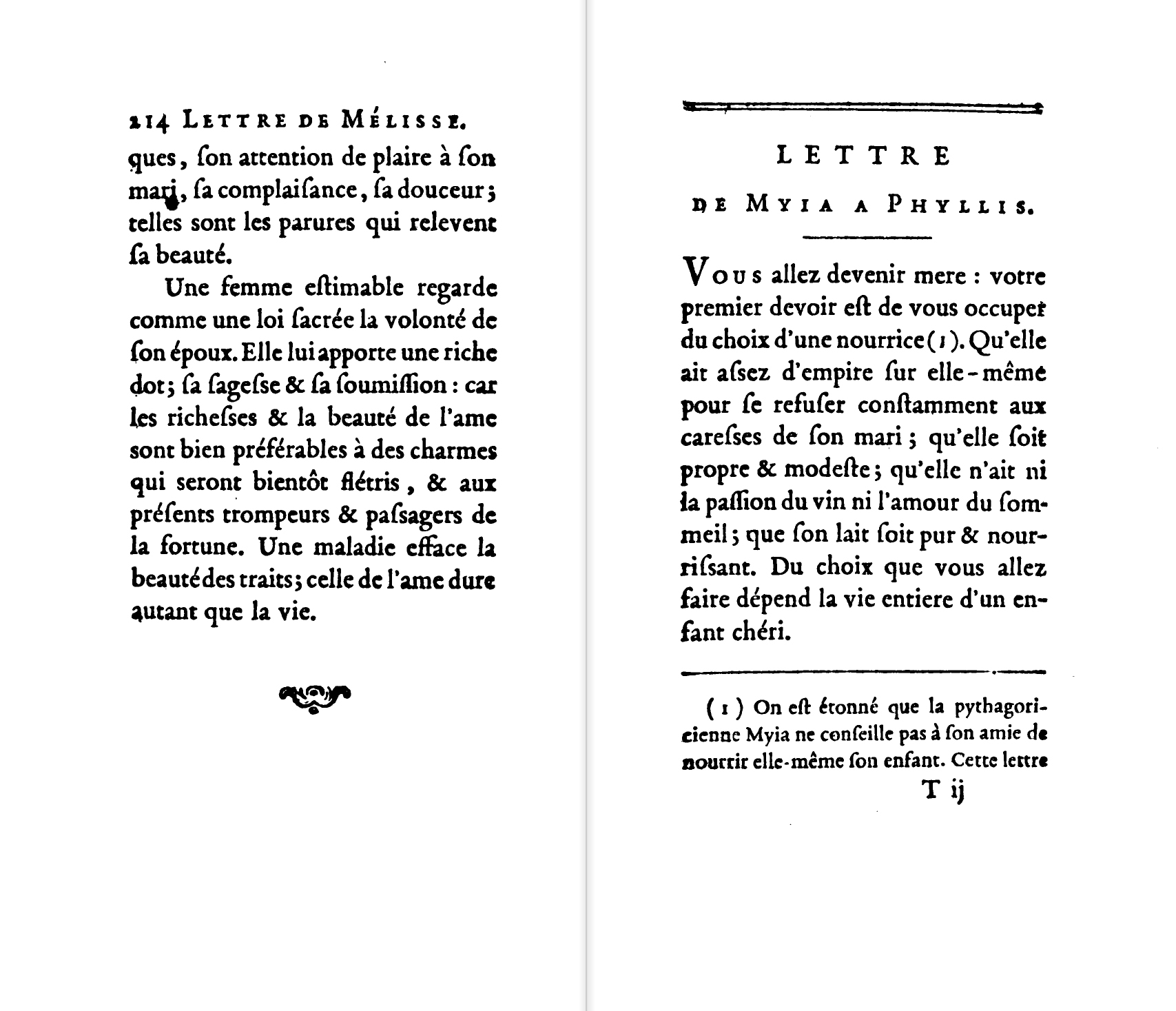
Разворот из десятого тома «Собрания древних моралистов» (1783)

Сын Франсуа Дидо, унаследовал отцовскую типографию. В 1775 году он создал первый вариант нового шрифта с утолщенными вертикальными и тончайшими горизонтальными линиями. Этот шрифт был окончательно выработан его сыном Фирменом Дидо и под именем «дидотовского» получил мировое распространение. Около 1780 года усовершенствовал пунктовую типометрическую систему, изобретённую в 1737 году Пьером Симоном Фурнье (эта версия стала известна как «система Дидо») и ввёл её в обиход полиграфии; система Дидо получила распространение в континентальной Европе и России. Типографская система мер, или, как ее принято называть, типометрическая система Дидо, связана с двенадцатеричной системой футов и дюймов, которая была широко распространена в то время. Дидо взял за основу королевскую стопу (фут) размером 32,48 см. По этому эталону дюйм (1⁄12 фута) равен 2,706 см, и отсюда пункт 1⁄72 дюйма равен 0,3759 мм.
Изобрёл веленевую бумагу, усовершенствовал печатный станок и издал, по указанию Людовика XVI, «Коллекцию французской классики» в трёх форматах (Collection de classiques français, форматы in-4, in-8 и in-18). Он издавал сочинения аббата Прево, Руссо, Мольера, Буало, Лафонтена.
Старший его сын — Пьер Дидо (1761—1853) продолжал издательское и типографское дело отца, младший — Фирмен Дидо — словолитное дело.